# 纳夫利亚区
纳夫利亚区（俄语：Навлинский район）是俄罗斯联邦布良斯克州下辖的一个区，其行政中心为纳夫利亚。据2016年统计，该区的人口为27107人。